# Cabasa

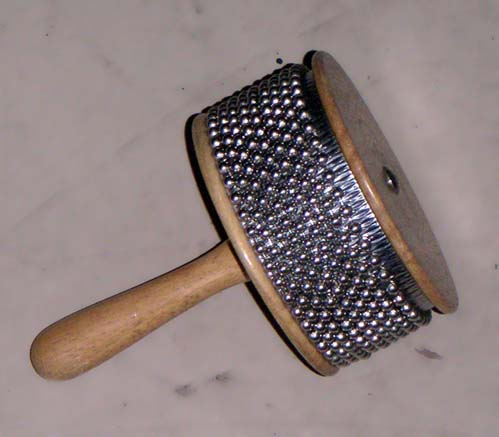
Cabasa

Cabasa – brazylijski instrument perkusyjny, często używany w zespołach grających muzykę latynoamerykańską. Pochodzenie wywodzi się z terenów afrykańskich, gdzie zbudowany był z tykwy kształtu cylindrycznego i opleciony metalową siatką, w środku której umieszczone są muszelki bądź paciorki, które poruszane w rytm muzyki wydają brzęczący dźwięk.